# Ibrahim ibn al-Àghlab
Ibrahim (I) ibn Sàlim ibn Iqal ibn al-Àghlab at-Tamimí —àrab: إبراهيم بن سالم بن عقال بن الأغلب التميمي, Ibrāhīm al-Aḡlab at-Tamīmī—, més conegut com a Ibrahim (I) ibn al-Àghlab (?-812) fou el primer emir aglàbida d'Ifríqiya (800-812).
Era fill d'al-Àghlab, que va morir el 766/767 en la lluita contra un rebel a l'Ifríqiya de la qual era governador. Ibrahim (que tenia 10 anys) amb la resta de la família d'al-Àghlab es va retirar llavors a Egipte on va estudiar i va esdevenir, seguint la tradició, membre del jund o districte militar d'Egipte, participant en els diversos esdeveniments del país i especialment al saqueig del tresor del govern d'Egipte el 790, o es diu que va agafar el que se li devia. Això li va valer ser desterrat al Zab pel governador muhal·làbida d'Egipte Daud ibn Yazid al-Muhallabi (790-791); al Zab governava un altre membre de la família muhallàbida, que era tradicional enemiga dels tamimites del clan Sad Ibn Zayd Manat dels quals Ibrahim era part. Durant la seva estada al Zab va rebre molts suports, ja que molts encara recordaven el bon govern del seu pare; es va abstenir de participar en cap revolta i degut a la vacant del poder al districte provocat per una de les revoltes contra el governador, es va trobar amb el govern de fet i durant dos anys fou governador del Zab dependent del governador d'Ifríqiya.
El 795 fou nomenat governador del Zab pel califa, sota la seva directa dependència, com a recompensa pel seu ajut en la repressió de la revolta. Poc després va esclatar una revolta a Ifríqiya l'octubre del 799: Tammam ibn Tamim at-Tamimí, governador de Tunis i membre d'un clan tamimita (els Malik Ibn Zayd Manat) però hostil al clan tamimita d'Ibrahim, es va revoltar contra el governador Muhàmmad ibn Muqàtil al-Akkí (Muhammad ibn Mukatil al-Akki, 797-799) que residia a Kairuan, i el va enderrocar ocupant el seu lloc (799-800). Des del Zab, Ibrahim va sortir amb les seves forces en socors del governador enderrocat però quan va aconseguir restaurar-lo no va obtenir l'aprovació del califa, el qual, per raons de política interna, va convidar a Ibrahim ocupar ell mateix el lloc de governador i a canvi d'un arranjament financer, el 9 de juliol del 800 Harun ar-Raixid li va conferir la condició d'emir hereditari d'Ifríqiya.
Va governar prudentment i fou bon diplomàtic, savi i valent, gaudint el país d'una bona administració.
Va rebre ambaixadors de Carlemany i del patrici Constantí de Sicília (vegeu: Abbasiyya); va lluitar contra els kharigites que dominaven el sud d'Ifríqiya, l'Aurès i el Magrib central. Els àrabs del jund que formaven les guarnicions, mai van ser prou obedients a la dinastia i Ibrahim va haver de reprimir dues revoltes: la de Hamdis ben Abd al-Rahman al-Kindí (802) a Tunis i la d'Imran ibn Mukhallad (809); ambdues van tenir fort suport a la ciutat de Kairuan i Ibrahim ja ho havia previst i havia fundat una capital una mica al sud (a uns 5 km), Al-Abbassiyya o Al-Qasr al-Qadim, poblada pels àrabs del jund més fidels, i per esclaus negres; la lluita es va allargar fins després de la mort de l'emir. A Trípoli es va produir una revolta el 805.
Va morir el 5 de juliol del 812 i el seu fill Abd-Al·lah (I) ibn Ibrahim el va succeir.